# Золтан, Андраш
Зо́лтан, А́ндраш (род. 25 декабря 1949, Шопрон) — венгерский лингвист. Славист, беларусист, русист, украинист, русинист.

## Образование
Закончил Будапештский университет и аспирантуру при МГУ.

## Трудовая деятельность
Место работы — факультет русской (с 1995: восточнобалтийской и славянской) филологии Будапештского университета: с 1976 работает на факультете, в 1991–2002 гг. был заведующим кафедрой, с 2003 года возглавил вновь созданную кафедру украинской филологии, с 2006 года имеет звание профессора университета.
Состоит членом редколлегии международного журнала Slověne. International Journal of Slavic Studies.

## Вклад в науку
История славянских языков, лексикология, славянско-венгерские языковые связи. Рецензирует современные работы по языкознанию  (венг.) В России широко цитируется его работа о лексеме «государь». Автор работ по истории венгерской славистики, посвященных Эмилю Балецкому 
.

### Публикации
Опубликован список его избранных трудов (и цитирований его трудов другими авторами) на русском, белорусском, украинском, венгерском и др. языках .

## Оценка деятельности
Общая оценка его деятельности дана венгерскими учеными:

В публикациях А. Золтана (число которых достигает 300) затронуты вопросы  многовековых контактов польского и восточнославянских языков, включая историю и этимологию большого количества слов, а также проблемы, вызывающие особый интерес в кругу венгерских славистов: имеются в виду статьи, написанные о славянских элементах нашего языка, о рукописях на территории Венгрии, о транслитерации кириллических имен, об истории венгерской языковедческой славистики и т. п. В книге, вышедшей в свет в 2005 г., собраны, в первую очередь, те его славистические этюды, которые относятся и к истории венгерского языка и образования.— Андрашу Золтану 60 лет // Studia Russica XXIII (Budapest, 2009), 343–344.
Белорусские ученые высоко оценили его монографию 2014 г.
 Interslavica. Исследования по межславянским языковым и культурным контактам.

## Государственные награды
- Офицер ордена Заслуг (2016 год).

### Государственные награды иностранных государств
- Кавалер ордена «За заслуги перед Литвой» (5 июля 2021 года, Литва)[7].
- Медаль Франциска Скорины (16 ноября 2010 года, Белоруссия) — за значительный личный вклад в популяризацию белорусского языка и культуры в Венгерской Республике, укрепление белорусско-венгерского сотрудничества в гуманитарной сфере, плодотворную деятельность по взаимообогащению национальных культур[8].

## Избранная библиография

### Монографии
Золтан Андраш. Interslavica. Исследования по
межславянским языковым и культурным контактам.. — Москва: Индрик, 2014. — ISBN 978-5-91674-278-9.

### Избранные работы о нём
- Унгарска българистика. Съставител Петер Кирай. София: Наука и изкуство, 1988, 229.
- Кто есть кто в современной русистике. Ред. Юрий Караулов, Арто Мустайоки. – Who's Who in Russian Linguistics. Edited by Yuri Karaulov and Arto Mustajoki. Москва–Хельсинки 1994, 105.
- Тамара Антановіч, Вялікую работу праводзіць Венгерская асацыяцыя беларусістаў: Кантакты і дыялогі, Iнфармацыйна-аналітычны і культуралагічны бюлетэнь. Мінск 2001, № 4–5, 40. Мікалай Прыгодзіч, Андраш Золтан — даследчык славянскай даўніны: Роднае слова 2004, № 12, 33–34.
- Русская, украинская и русинская лексикология и лексикография. Сборник статьей памяти профессору Иштвана Удвари. — Orosz, ukrán és ruszin lexikológia és lexikográfia. Tanulmánykötet Udvari István professzor emlékére. Отв. редактор — Szerkesztette: Эржебет Ч. Йонаш — Cs. Jónás Erzsébet. Nyíregyháza: Krúdy Könyvkiadó, 2006, 162.
- Прыгодзіч М. Р., Андраш Золтан як даследчык помнікаў беларускага пісьменства: Славянскія літаратуры ў кантэксце сусветнай: VIII Міжнар. навук. канф., прысвеч. 125-годдзю з дня нараджэння Янкі Купалы і Якуба Коласа, 1-3 лістапада 2007 г., Мінск, БДУ: зб. навук. арт. / рэдкал.: Т. І. Шамякіна і інш. – Мінск: Выд. цэнтр БДУ, 2008. 439–442.
- М. Р. Прыгодзіч, Беларусіст з берагоў Дуная: Спадчына Івана Насовіча і беларускае мовазнаўства: матэрыялы навуковых чытанняў, прысвечаных 220-годдзю з дня нараджэння Івана Іванавіча Насовіча (18 лютага 2008 года, г. Мінск)/ адк. рэд. М. Р. Прыгодзіч; Беларускі дзяржаўны універсітэт. Мінск: Права і эканоміка, 2008. 92–97.
- MTI Ki kicsoda 2009. Főszerk. Hermann Péter. Budapest: MTI, 2008. 1219. Révai Új Lexikona. Főszerk. Kollega Tarsoly István. XIX., kiegészítő kötet, A–Z. Szekszárd: Babits Kiadó, 2008. 937.
- Bolla Kálmán (szerk.) 2009. Zoltán András. Magyar nyelvész pályaképek és önvallomások 87. Budapest: Zsigmond Király Föiskola. 60 p. (ISSN 14194481, ISBN 978-963-9559-41-7)
- Алесь Бразгуноў, Андрашу Золтану 60!: Міжнародная асацыяцыя беларусістаў.